# Лазар Ридов
Лазар (Лазо) Ридов - Асията, е български революционер, тиквешки войвода на Вътрешната македоно-одринска революционна организация.

## Биография
Лазар Ридов е роден през 1884 година в градчето Кавадарци, тогава в Османската империя. Присъединява се към ВМОРО и става четник в четата на Добри Даскалов. През 1905 година оскубва брадата на поп Христо Пейков от Ресава за злоупотреби, на следващия ден четата е предадена на турските власти от свещеника, а в последвалото сражение на 30 юни Лазар Ридов е тежко ранен в крака. Изнесен е на лечение в Неготино.
По-късно е самостоятелен войвода в района. Лазар Ридов загива на 20 юни 1912 година в родния си град.
Неговият роднина Ефтим Ридов в периода 1941-1944 година е съветник в настоятелството на Илинденската организация за Кавадарци.